# Basilica di San Simpliciano
La Basilica di San Simpliciano (il cui nome originario paleocristiano è basilica virginum) si trova a   Milano e sorge in piazza San Simpliciano, su un lato di corso Garibaldi.  La costruzione della chiesa viene tradizionalmente attribuita al vescovo di Milano Sant'Ambrogio che nel IV secolo d.C. la eresse fuori dalla Porta Cumensis su una delle sei vaste aree cimiteriali esistenti in epoca romana. È una delle basiliche paleocristiane di Milano.
Insieme alla basilica prophetarum, alla basilica martyrum ed alla basilica apostolorum, la basilica virginum è annoverata tra le quattro basiliche ambrosiane, ovvero imposte e fatte realizzare, come già accennato, da Sant'Ambrogio. Successivamente dedicata a san Simpliciano, venne edificata in epoca romana tardoimperiale nel periodo in cui la città romana di Mediolanum (la moderna Milano) era capitale dell'Impero romano d'Occidente (ruolo che ricoprì dal 286 al 402).
Attorno alla basilica fu costruito nel IX secolo un monastero benedettino, di cui sopravvive il chiostro grande di San Simpliciano.

Modifiche alla struttura furono apportate tra l'XI ed il XIII secolo; furono costruite le attuali volte e la cupola, in sostituzione dell'originaria copertura a capriate lignee. Furono tamponati i grandi finestroni di epoca romana per rafforzare la struttura. Fu riedificata l'abside, con dimensioni ridotte. L'interno dell'attuale chiesa sembra quindi possedere le linee di una costruzione romanica. 
Nel 1176 la basilica divenne famosa per la vittoria milanese nella Battaglia di Legnano combattuta tra l'esercito imperiale di Federico Barbarossa e le truppe della Lega Lombarda il 29 maggio 1176, perché secondo la tradizione, i tre martiri, che difendevano la cristianità romana in ambienti tipicamente germanici, vennero identificati in forma di colombe, le quali si posarono su un "sacro altare-carro", trainato da buoi, portante la santa croce della cristianità che si chiamava Carroccio e annunciava con la preghiera la vittoria in battaglia.
Alla fine del Quattrocento, grazie al consistente lascito dell'abate commendatario Gian Alimento Negri, fu costruito il chiostro quattrocentesco e affrescato il catino absidale con la celebre Incoronazione della Vergine, capolavoro rinascimentale di Ambrogio Bergognone. 
Fra il 1838 e il 1841 su iniziativa del parroco per via di un generale deperimento dell'edificio, la chiesa fu sottoposta a pesanti interventi in stile neoclassico e neo-gotico dell'architetto Giulio Aluisetti. Dell'antica Basilica paleocristiana sono giunti solo a noi solo i resti di un sacello situato a nord dell'abside che oggi si trova in corrispondenza della moderna sacrestia.

## Storia

### L'antica basilica paleocristiana

L'antica Milano romana (Mediolanum) sovrapposta alla Milano moderna. Il rettangolo più chiaro al centro, leggermente sulla destra, rappresenta la moderna piazza del Duomo, mentre il moderno Castello Sforzesco si trova in alto a sinistra, appena fuori dal tracciato delle mura romane di Milano. Al centro, indicato in rosso salmone, il foro romano di Milano, mentre in verde il quartiere del palazzo imperiale romano di Milano

Con sant'Ambrogio iniziò un programma di costruzione di Basiliche dedicate alle varie categorie di Santi: una basilica dedicata ai profeti (la basilica prophetarum, in seguito ridenominata basilica di San Dionigi), una agli apostoli (la basilica apostolorum, che poi prese il nome di basilica di San Nazaro in Brolo), una ai martiri (la basilica martyrum, che divenne in seguito la basilica di Sant'Ambrogio), una dedicata alle vergini (la basilica virginum, ridenominata poi basilica di San Simpliciano). 

Erano infatti dedicate ciascuna ad una diversa famiglia di santi, dato che non esisteva ancora l'usanza di intitolare le chiese a un solo santo. Queste quattro basiliche sono conosciute con il nome di "basiliche ambrosiane".
La Basilica di San Simpliciano sorse nel IV secolo sulla lunga arteria che, attraverso la Porta Comasina romana, si irradiava dalla città romana di Mediolanum (la moderna Milano) a Nord verso Como (Novum Comum) e poi, attraverso le valli del passo del San Bernardino e del passo del Settimo, conduceva in Germania. Venne quindi costruita in epoca romana tardoimperiale nel periodo in cui Mediolanum era capitale dell'Impero romano d'Occidente (ruolo che ricoprì dal 286 al 402). Nei pressi della Porta Comasina romana era presente sul luogo dell'attuale chiesa un precedente cimitero pagano documentato da are votive rinvenute in loco e pubblicate da Giovanni Labus nel 1841-1842; su quell'area cemeteriale la tradizione vuole che sant'Ambrogio abbia costruito la basilica Virginum, una delle quattro erette dal santo lungo le vie principali di uscita dalla città; la basilica era intitolata a Maria Vergine e tutte le Sante "Vergini". 
La questione dell'origine della basilica rimane, però ancora oggi, irrisolta: non viene infatti citata né nell'epistolario di Ambrogio né nella cronaca della vita del santo lasciata dal suo biografo diacono Paolino. Neppure Agostino, di cui Simpliciano fu precettore nella Fede e che ci ha tramandato molte indicazioni anche sulla vita di Ambrogio, ha lasciato testimonianze sull'erezione della Basilica. Alcuni studiosi negano che la basilica sia stata "voluta da Ambrogio" e preferiscono, invece, l'ipotesi che la sua erezione sia stata voluta e cominciata da Simpliciano, che qui abitava in vita ritirata e poi fu sepolto alla morte. Altri invece (si confronti Baroni, 1934) propendono per individuare nella basilica una delle quattro, costruite da Ambrogio, intorno a Milano come a creare una sorta di cerchio sacro a protezione della città. Non ci sono quindi notizie certe su come l'originario luogo di sepoltura di Simpliciano nel cimitero di Porta Comasina si sia poi mutato in Basilica, ma vi sono ipotesi e congetture diverse, ognuna suffragata da indizi e ricerche, che furono studiate e raccolte nei secoli.
Vi è, invece, certezza, attraverso studi compiuti nel 1944 dallo storico dell'arte Wart Arslan, che la basilica si sia ampliata in epoca romanica sulla struttura di un edificio precedente, poi inglobato nelle strutture successive: le alte esili pareti originarie, costituite da una successione di arcate e aperte da ampie finestre, oggi tamponate, rendono infatti San Simpliciano affine alla basilica palatina di Treviri in Germania, e suggeriscono una datazione all'epoca costantiniana. Si può quindi concludere che la basilica abbia avuto una prima erezione nel IV secolo e che sia poi stata ampliata nella struttura da anonimi architetti di epoca romanica.

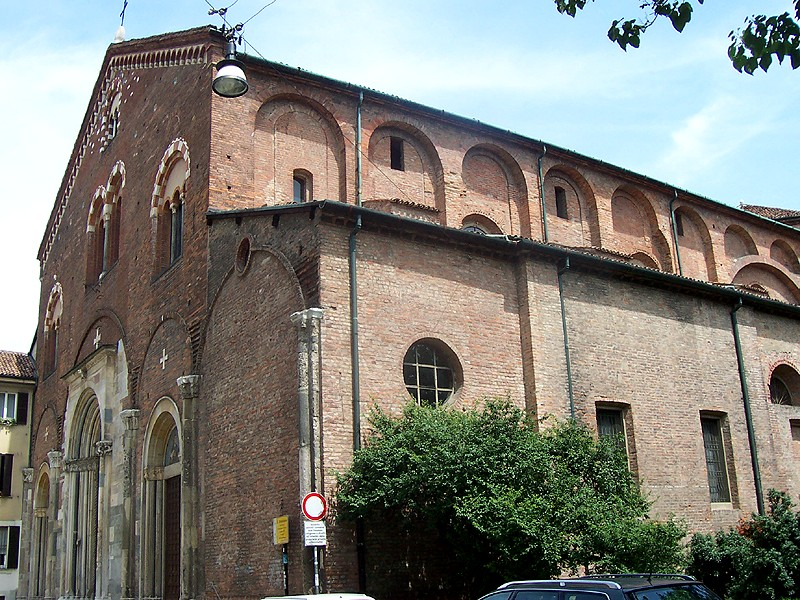
Fianco destro della chiesa, sorretto da arcate di epoca tardoromana

A supporto di questa teoria c'è il ritrovamento di alcuni "tegoloni in terracotta" recanti il sigillo di Agilulfo (Agilulfus Rex), Re dei Longobardi e d'Italia datati tra il 591 e il 616 d.C. che furono rinvenuti in alcuni "muri" e nella "copertura della volta dell'abside",  durante i restauri del 1841. Nel 1893 venne rinvenuto un altro tegolone mentre provvedevano ad isolare l'affresco di Bergognone; i rinvenimenti sarebbero, quindi, la prova che in epoca longobarda la chiesa fu oggetto di riparazioni eseguite tra il 590 e il 615 su un edificio, già esistente dopo le devastazioni e invasioni dei goti, inflitte durante l'assedio di Milano del 538-539.
Alla morte di Ambrogio avvenuta nel 397 d.C. gli successe nella carica di vescovo il briviese Simpliciano (circa 320-401 d.C.) che depose nella basilica i corpi dei 3 martiri Martirio, Sisinnio ed Alessandro e poi a sua volta sepolti. I tre martiri erano chierici, originari della Cappadocia attuale Turchia, inviati da Ambrogio per evangelizzare l'attuale regione trentina, l'Anaunia (odierna Val di Non in Trentino Alto Adige), dove però furono uccisi dai pagani il 29 Maggio dell'anno 397. Il vescovo Vigilio di Trento si fece propagatore del loro culto e le loro reliquie vennero inviate al nuovo vescovo di Milano. Morto poi Ambrogio e Simpliciano suo successore, la Basilica, intitolata alla Santissima Vergine Maria e alle altre Sante Vergini, vide per devozione popolare modificato il titolo in "San Simpliciano", attuale chiesa milanese.

### Mappa della Milano paleocristiana

Mappa dell'antica Milano romana (Mediolanum) (secoli III-V) con indicate le mura e le porte romane di Milano, il foro romano di Milano, il teatro romano di Milano, l'anfiteatro romano di Milano, il circo romano di Milano, l'area del palazzo imperiale romano di Milano (in rosa più tenue), la zecca romana di Milano, le terme Erculee, il mausoleo imperiale di Milano, la via Porticata con l'arco trionfale, i magazzini annonari romani di Milano (lat. horrea), il porto fluviale romano di Milano, i castelli romani di Milano e le basiliche paleocristiane di Milano

### Il rifacimento medievale
La chiesa fu restaurata nel VII secolo, quando avvenne la divisione dello spazio interno in tre navate. Tra la facciata, le pareti esterne e il transetto venne realizzato un basso peribolo con finestre, destinato a ospitare quei penitenti che volevano partecipare alle funzioni religiose pur essendone esclusi.
Nel IX secolo la basilica fu presa in possesso dai monaci benedettini cluniacensi, che fondarono l'attiguo monastero urbano. Nel 1176 la chiesa divenne famosa per la vittoria nella battaglia di Legnano, perché racconta la tradizione che i tre martiri, in forma di colombe, si fossero posati sul Carroccio annunciando la vittoria.

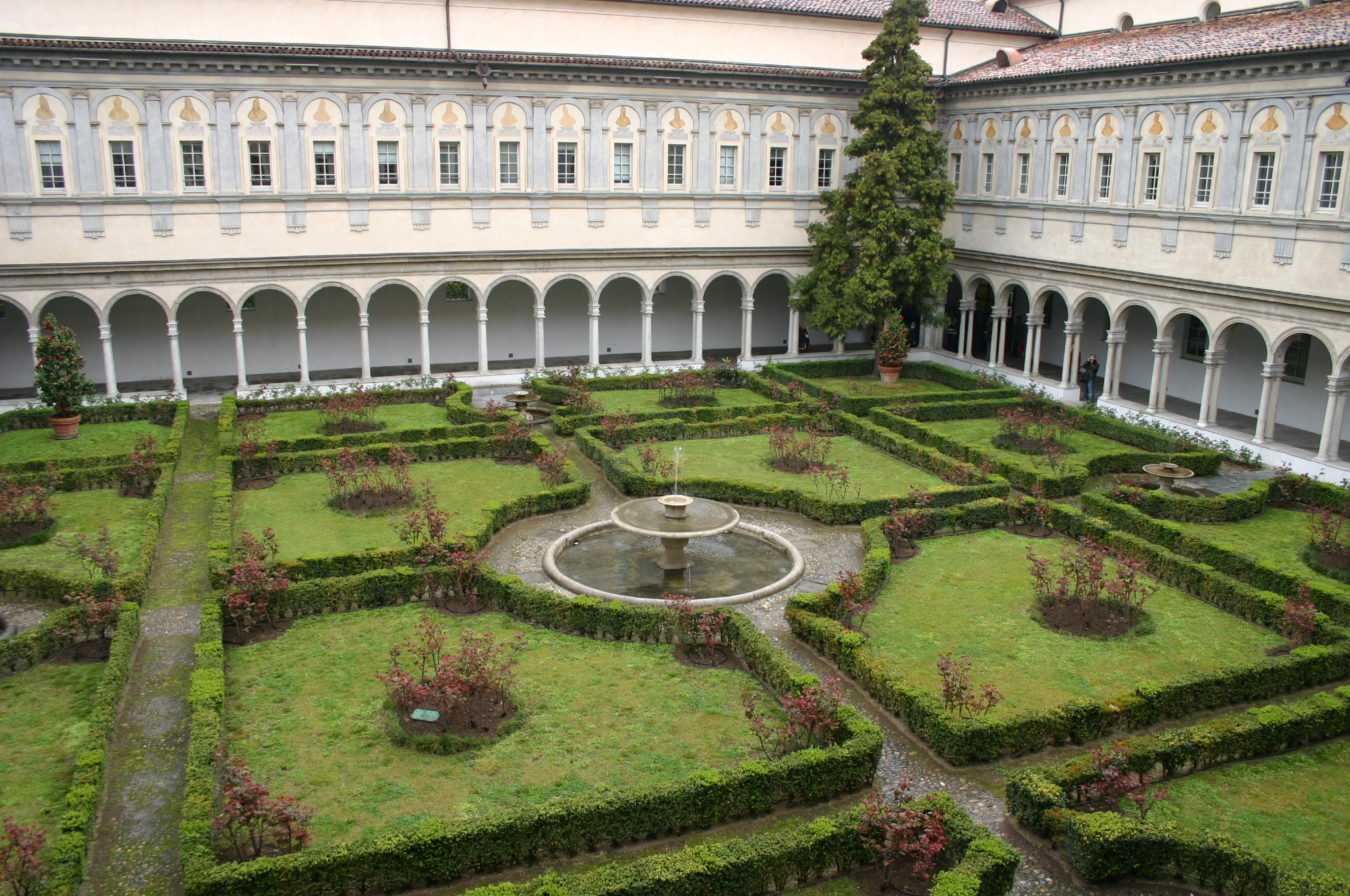
Il chiostro grande del convento (metà del Cinquecento)

Tra l'XI ed il XIII secolo furono apportate modifiche alla struttura, che al tempo si presentava come un edificio ad aula rettangolare, dotata di presbiterio aperto da due vani. Nello specifico, furono costruite le attuali volte e campate, nonché la cupola (dotata di tiburio), in sostituzione dell'originaria copertura a capriate lignee; furono tamponati i grandi finestroni di epoca romana per rafforzare la struttura; fu riedificata l'abside, con dimensioni ridotte. L'interno dell'attuale chiesa pertanto appare oggi definito in grandi linee dalla costruzione romanica. Al XII secolo risalgono invece gli interventi che, esternamente, interessarono il campanile e facciata a capanna. 
Alla fine del Quattrocento, grazie al consistente lascito dell'abate commendatario Gian Alimento Negri, fu costruito il chiostro quattrocentesco e affrescato il catino absidale con la celebre Incoronazione della Vergine, capolavoro rinascimentale di Ambrogio Bergognone. 
Nel 1517 la chiesa e il monastero passarono su disposizione di Leone X ai benedettini cassinesi che vi eressero nello stesso anno il convento; restarono sino al 1798, anno in cui il monastero, colpito dalle secolarizzazioni napoleoniche, fu trasformato in caserma. Nel XVI secolo il campanile fu fatto abbassare di circa 25 metri dal Governatore di Milano don Ferrante I Gonzaga, come la gran parte di quelli che sorgevano nelle vicinanze del castello sforzesco, affinché dall'esterno delle mura non fosse possibile vederne l'interno. La cupola ed i bracci laterali vennero modificati nel 1582.
Fra il 1838 e il 1841 su iniziativa del parroco per via di un generale deperimento dell'edificio, la chiesa fu sottoposta a pesanti interventi in stile neo-classico e neo-gotico dell'architetto Giulio Aluisetti («sciagurato rinnovamento» lo definisce l'Arlsan nel 1947): l'architetto, già noto per lunghe vicende legate alla progettazione del Cimitero Monumentale di Milano, eresse nel 1839 l'attuale altare maggiore in dimensioni consistentemente superiori al precedente, tanto da oscurare l'affresco absidale di Bergognone; anche con l'intento di cancellare le aggiunte operate nel 1582 rimosse gli intonaci e i capitelli originali, intonacò pareti e volte con vivaci decorazioni neoromaniche e infine demolì quattro piloni romanici. La cupola venne adornata di affreschi del pittore Giovan Battista Zali e furono riposizionati gli organi musicali. Il rinnovamento fu oggetto di aspre critiche già durante i lavori anche per via del costo complessivo delle opere. In definitiva il restauro, secondo la critica moderna, falsificò del tutto l'aspetto della parte romanica della Basilica.
La facciata della Basilica, che mantiene ancora gran parte dell'impianto originale, fu ricostruita nel 1870-1871 dall'architetto Maciachini (1818-1899), autore di molti interventi simili su Chiese milanesi; nel 1932 alle finestre della facciata furono apposte otto vetrate realizzate da Carlo Forni su cartoni di Aldo Carpi, raffiguranti episodi della vita di San Benedetto.
Dopo la seconda guerra mondiale la chiesa venne liberata dalle "sovrapposizioni ottocentesche", dando origine ad un restauro conservativo.

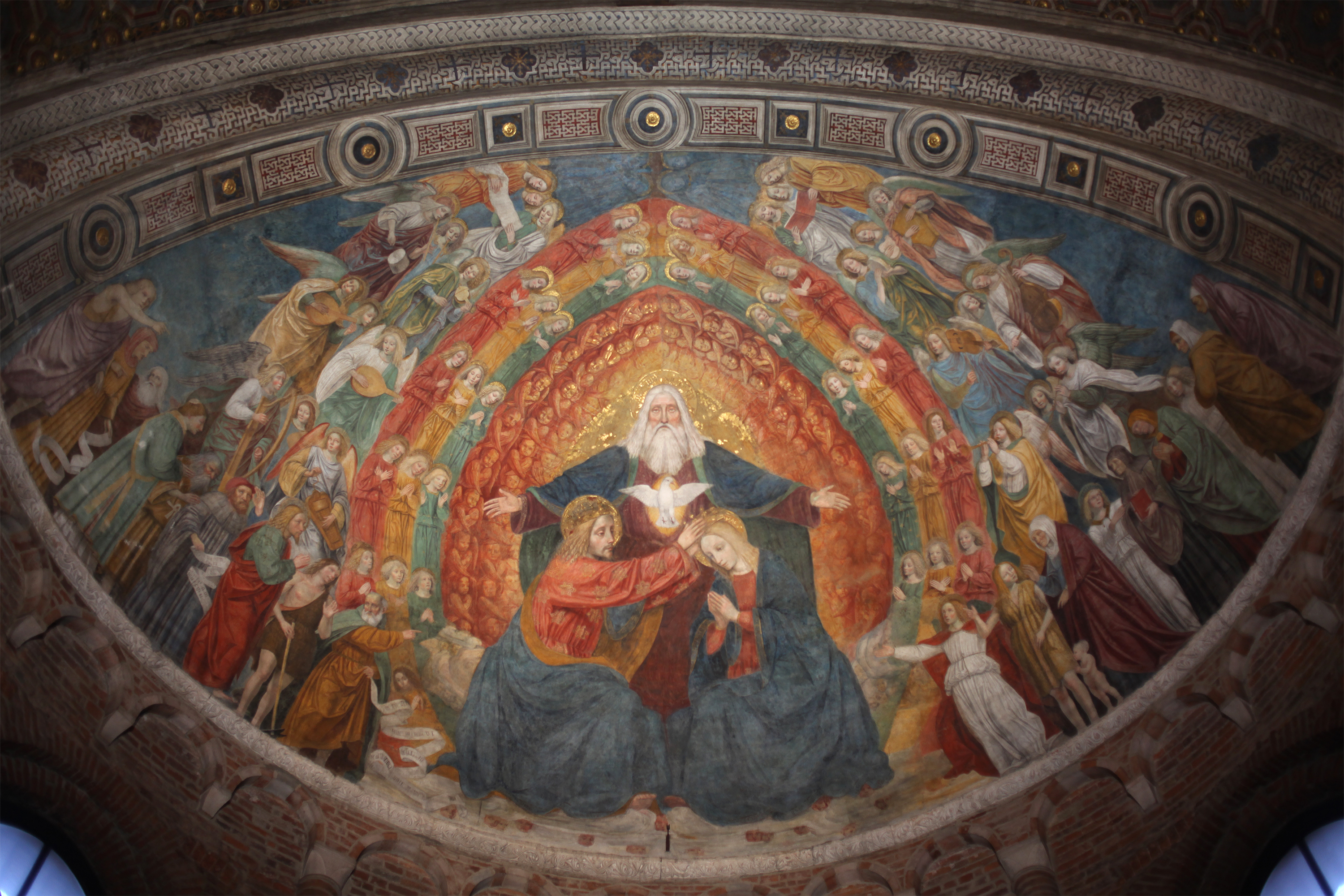
Incoronazione della Vergine di Ambrogio Bergognone

 Gli ultimi imponenti lavori di revisione, che hanno riportato alla luce parte delle strutture paleocristiane e reso alla chiesa i caratteri romanici, sono infine terminati nell'anno 2004.

### La traslazione dei Corpi Santi (1517 e 1582)
Nel Giugno dell'anno 1517, i monaci benedettini della congregazione cassinese avevano preso possesso del monastero e della basilica della quale ne ampliarono il coro, per cui si rese necessario lo spostamento dell'altare maggiore che si trovava addossato alla parete della nicchia del coro. Durante lo spostamento, i frati rinvennero le casse contenenti le reliquie di Simpliciano, di Sisinio, di Martirio e di Alessandro e anche di Vigilio di Trento e di altri vescovi milanesi Antonino, Benigno, Ampelio e Geronzio. Non potendo assicurare una "traslazione" adatta all'importanza di quelle reliquie, il 21 Agosto dello stesso anno, esse vennero raccolte nel nuovo altare, collocate in "casse di piombo", separate. Nella "cassa di Simpliciano" fu posta una tavoletta lignea in cipresso con l'iscrizione: corpvs s.simpliciani archiepiscopi . mcxxvii . xxi avgvsti. In occasione di quella "traslazione", racconta Ignazio Cantù, "un fulmine scoppiò nel campanile mentre vi era radunata un gran folla che era raccolta intorno alle reliquie esposte dei tre santi".  Il popolo attribuì la responsabilità colpa a quel fulmine, allo "sdegno di quei Santi", per essere stati disturbati nel "sonno eterno". La folla invase quindi, il convento per punire i benedettini, ma circolò immediatamente la voce che quel fatto fosse opera di pura "stregoneria". Vennero quindi eseguiti alcuni arresti dall'Amministrazione francese che in quegli anni amministrava la città di Milano (Governatore nel 1517 fu Odet de Foix). A quel tempo alcune donne giudicate "streghe" furono "bruciate sul rogo" a Ornago e a Lampugnano.
Nel 1582 i monaci operarono una nuova trasformazione dell'altare maggiore e per permetterne lo spostamento nella nuova posizione, che è quella attuale, fu necessario rimuovere i Corpi Santi custoditi nel vecchio altare. La ricognizione e il riconoscimento ufficiale delle reliquie furono affidati al vescovo di Milano Carlo Borromeo che il 7 marzo 1581 le riconobbe come erano state disposte nel 1517. La traslazione solenne dal vecchio al nuovo altare avvenne il giorno 27 maggio del 1582, domenica prima della Pentecoste, con una cerimonia alla quale tutta la città di Milano concorse. Furono eretti altari e archi effimeri in diverse luoghi della città e di fronte alla chiesa. Nella grande processione chi si concluse a San Simpliciano sfilarono anche numerosi vescovi delle diocesi lombarde: Cesare Gambara di Tortona, Nicola Sfondrato di Cremona e futuro papa Gregorio XIV, Gerolamo Ragazzoni di Bergamo, Gabriele Paleotti di Bologna, Giovanni Dolfin di Brescia, Domenico della Rovere di Asti, Guarnero Trotti di Alessandria, Vincenzo Marino di Alba, Francesco Galbiati di Ventimiglia e Alessandro Andreasi di Casale Monferrato.
Oggi è spesso sede di concerti di musica barocca e di mostre d'arte sacra.

## I resti paleocristiani
Dell'antica basilica paleocristiana sono giunti a noi solo i resti di un sacello situato a nord dell'abside e che oggi si trova in corrispondenza della moderna sacrestia. Il sacello ha una volta a botte; forse in origine era distaccato ed indipendente dal corpo architettonico della basilica e non fu costruito quando la basilica fu innalzata, ma poco dopo e comunque in un periodo antecedente il V secolo In origine serviva come luogo di sepoltura di illustri personalità religiose o come cella memoriae per la venerazione delle reliquie dei santi.

## Descrizione

### Esterno
La facciata è una delle meno alterate dagli interventi di fine XIX secolo e mantiene ancora in parte il suo aspetto originario romanico. Nella parte inferiore, le arcate che incorniciano i portali denunciano l'esistenza in antico di un portico, detto nartece. Il portale centrale conserva gli originali rilievi romanici (i quali raffigurano i santi Ambrogio, Satiro, Gervasio, Protasio, Simpliciano, Eustorgio), mentre i due portali laterali sono aggiunte moderne del Maciachini. La parte superiore, che appare invece più rimaneggiata, mostra due trifore laterali, due bifore centrali, una trifora in alto ed archetti decorativi.
Sul fianco della chiesa vi è il campanile, che risulta tozzo a causa della mutilazione cinquecentesca. La cella campanaria dà verso l'esterno con quattro bifore rinascimentali. La parte più bassa del campanile ingloba resti di sepolture romane in serizzo. 

### Interno
L'interno della basilica è a sala: le tre navate, separate da quattro pilastri circolari in mattoni, sono di uguale altezza, anche se le due navate laterali, come la centrale coperte con volta a crociera, appaiono più strette di quella maggiore. Questa peculiarità della grande sala composta da tre navate di eguale altezza che fanno perno sui pilastri della navata centrale creano un effetto luminoso distribuito assai peculiare, una soluzione analoga verrà poi ripresa in tutt'altro contesto dal Gotico Catalano. Le navate sono illuminate da sei grandi monofore a tutto sesto con vetrate policrome moderne.

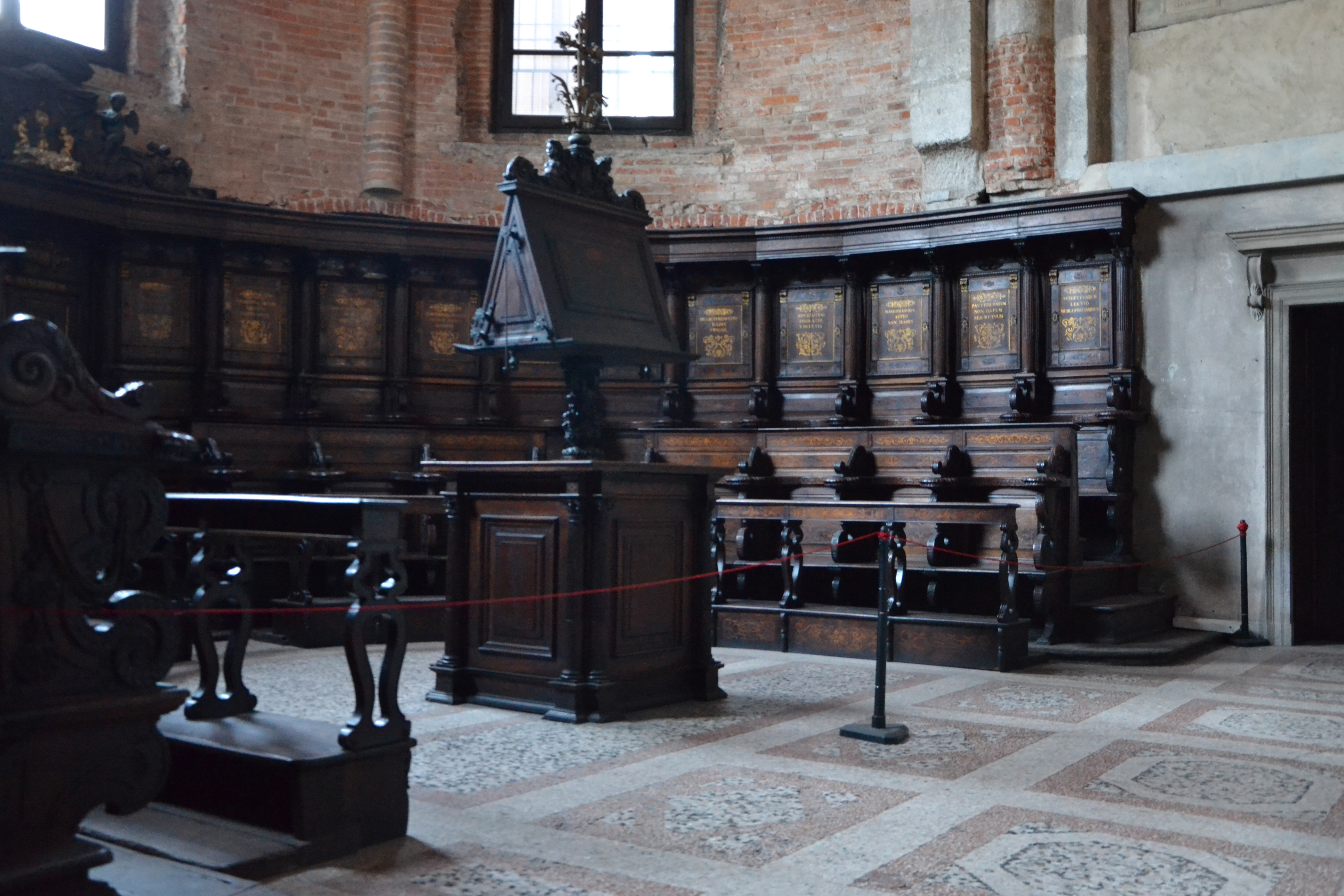
Il coro ligneo (1588)

L'altare maggiore in forme classiche scolastiche fu eretto dall'Aluisetti nel 1839; ai lati due statue in marmo raffiguranti Sant'Ambrogio e Carlo Borromeo, entrambe di Alessandro Puttinati. In prossimità del presbiterio, sotto il tiburio ottagonale e nella campata precedente, vi è l'innesto del transetto a due navate. Al suo interno, due piccole cantorie in muratura fiancheggiano l'imbocco dell'abside e sorreggono gli organi e vi sono rappresentati Santi e Sante affrescati da Aurelio Luini, figlio di Bernardino Luini. Nel transetto destro, inoltre, vi è il dipinto Sconfitta del Cammolesi di Alessandro Varotari, detto "il Padovanino". Sulla parete del transetto opposto, invece, vi sono lo Sposalizio della Vergine, di Camillo Procaccini ed un affresco con la Deposizione dalla Croce di un maestro lombardo del XVI secolo. 
Il presbiterio, affiancato da due pulpiti lignei barocchi, accoglie il grande altar maggiore neoclassico in marmi policromi. Nel catino absidale, vi è l'affresco dell'Incoronazione della Vergine, capolavoro rinascimentale di Ambrogio da Fossano detto il Bergognone (1508). L'affresco occupa la volta su una superficie di circa 7 mq; nel centro della composizione spicca la figura del Padre Eterno, alta 4,25 m. L'affresco fu restaurato una prima volta intorno al 1840 dal pittore Knoeller in occasione della ristrutturazione dell'Aluisetti. Poi nel 1890, per via di gravi infiorescenze di salnitro che avevano reso quasi illeggibile la figura della Vergine, fu rifatta la copertura dell'abside per assicurare maggiore impermeabilità; nel 1892, infine, l'intero affresco fu sottoposto a ripulitura completa.
Il coro ligneo, con legni intarsiati, fu disegnato dall'architetto e ingegnere milanese Giuseppe Meda e realizzato dai maestri Anselmo del Conte e il figlio Virgilio nell'anno 1588, quando il monastero era governato dal benedettino Serafino Fontana.
Lungo le navate si aprono varie cappelle con decorazioni barocche, rococò e neoclassiche; fra queste la cappella del Rosario, costruita all'inizio del XVIII secolo. Dalla porta sotto la cantoria di sinistra, si accede al Sacello dei Martiri dell'Anaunia, basilichetta a croce latina con abside semicircolare, minuscolo transetto e cupoletta; la piccola costruzione potrebbe risalire al IV secolo.

### Organi a canne

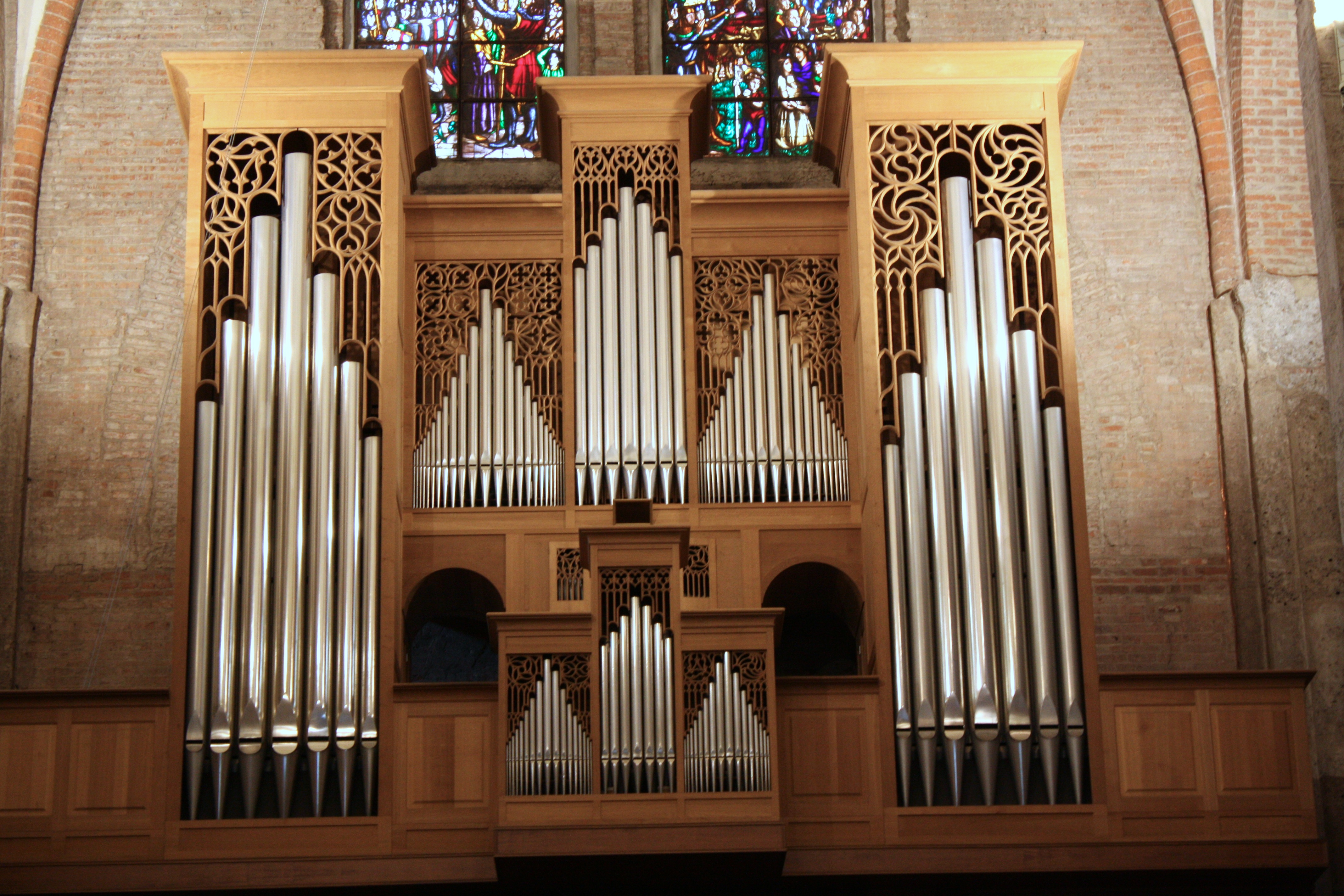
L'organo maggiore (Ahrend opus 134)

Nella basilica si trovano tre organi a canne:
- l'organo maggiore, situato sulla cantoria in controfacciata, è l'Ahrend opus 134, costruito nel 1990 prendendo come modello gli organi barocchi tedeschi; lo strumento è a trasmissione integralmente meccanica e dispone di 35 registri su tre tastiere e pedaliera;
- un secondo organo, costruito nel 1897 da Vincenzo Mascioni, è situato in fondo alla navata laterale di destra, nell'area del transetto; anch'esso a trasmissione meccanica, ha 22 registri su due tastiere e pedaliera; in posizione speculare, dall'altra parte dell'abside, vi è una cassa simmetrica, priva però di strumento al suo interno;
- a pavimento nell'aula, vi è l'organo a cassapanca Pinchi (opus 408), del 1996; è a trasmissione meccanica e dispone di tre registri con un unico manuale, senza pedaliera.

## Galleria d'immagini

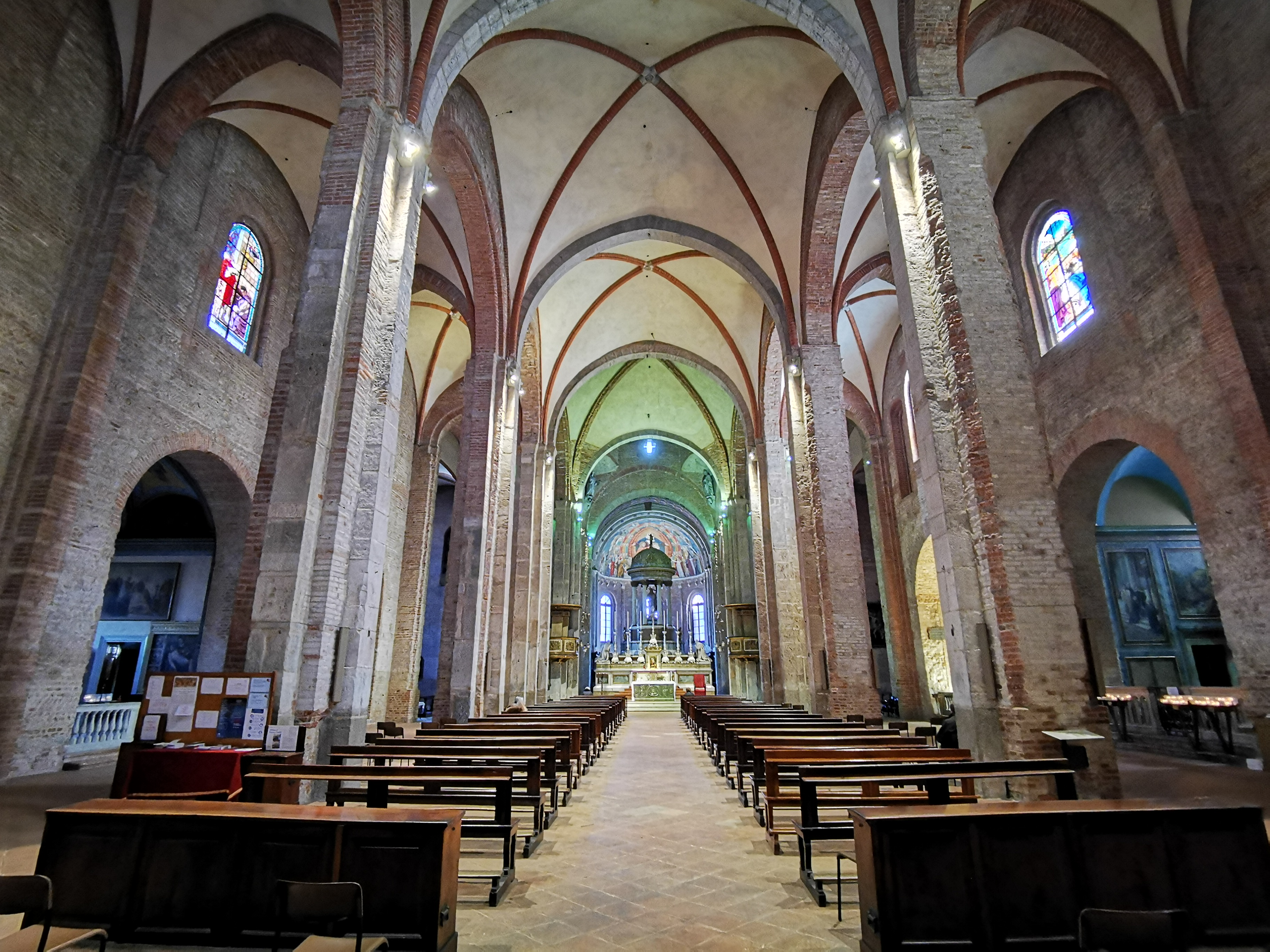
Navata principale
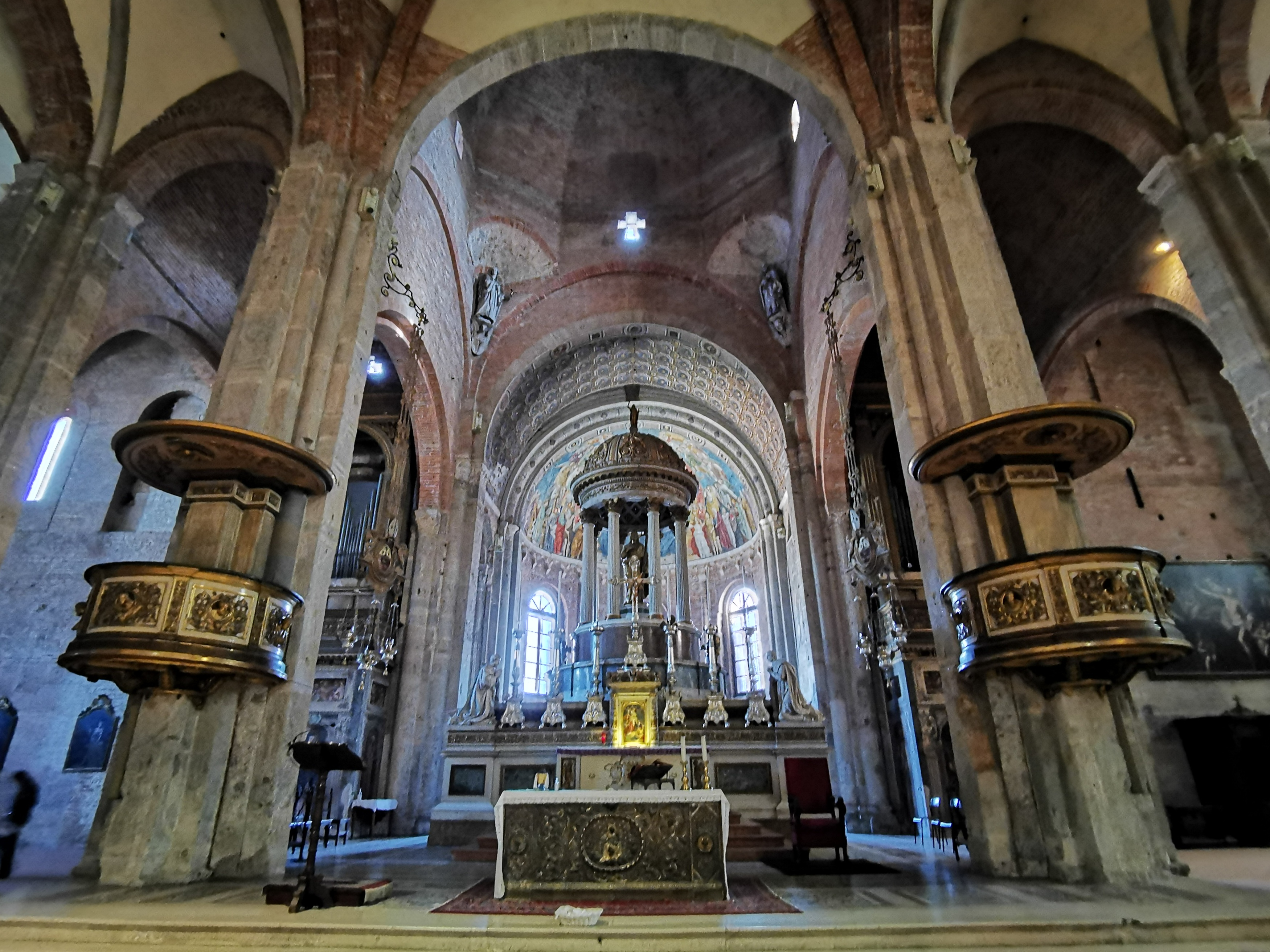
Altare maggiore
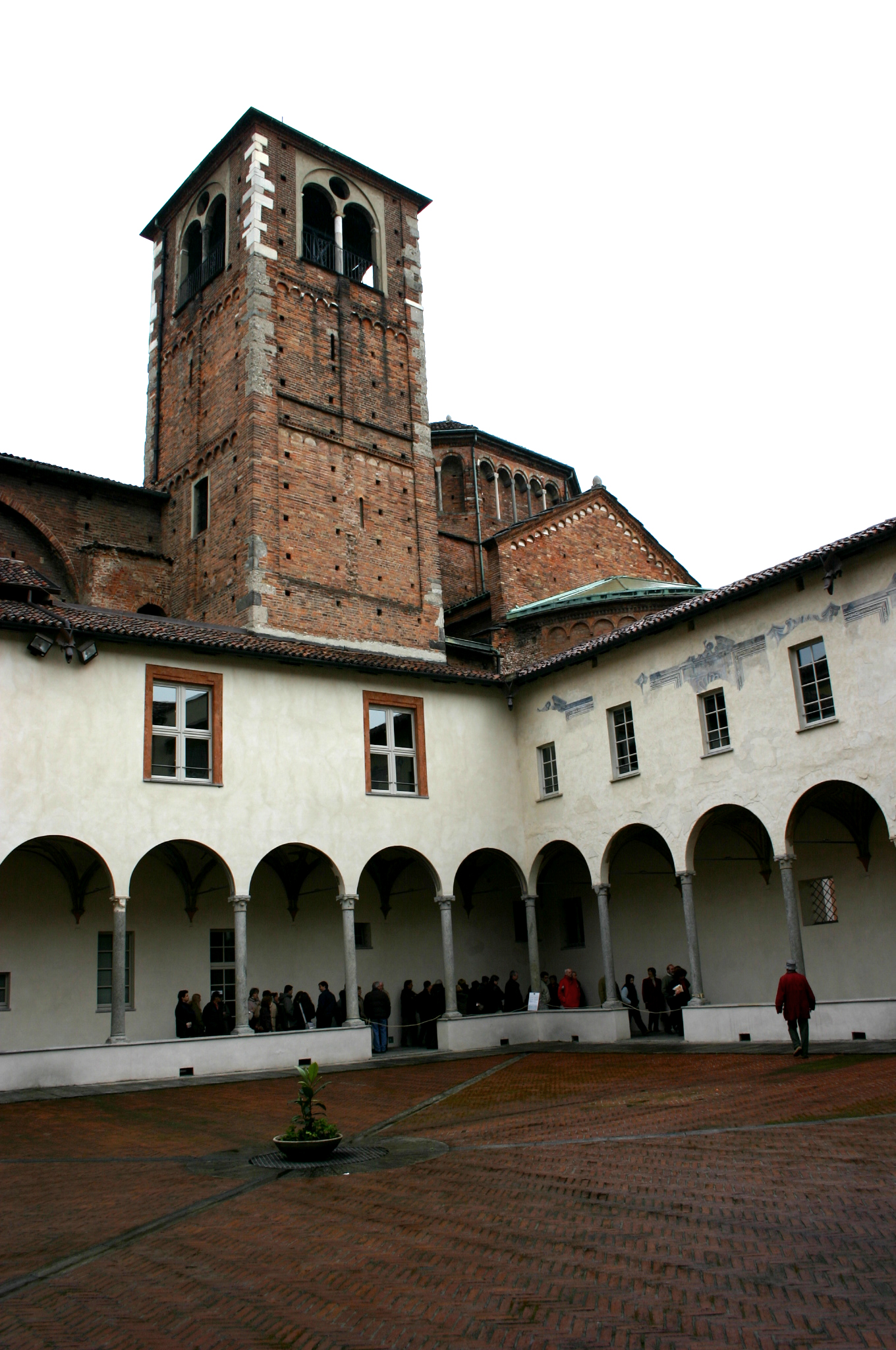
Campanile visto dal chiostro quattrocentesco
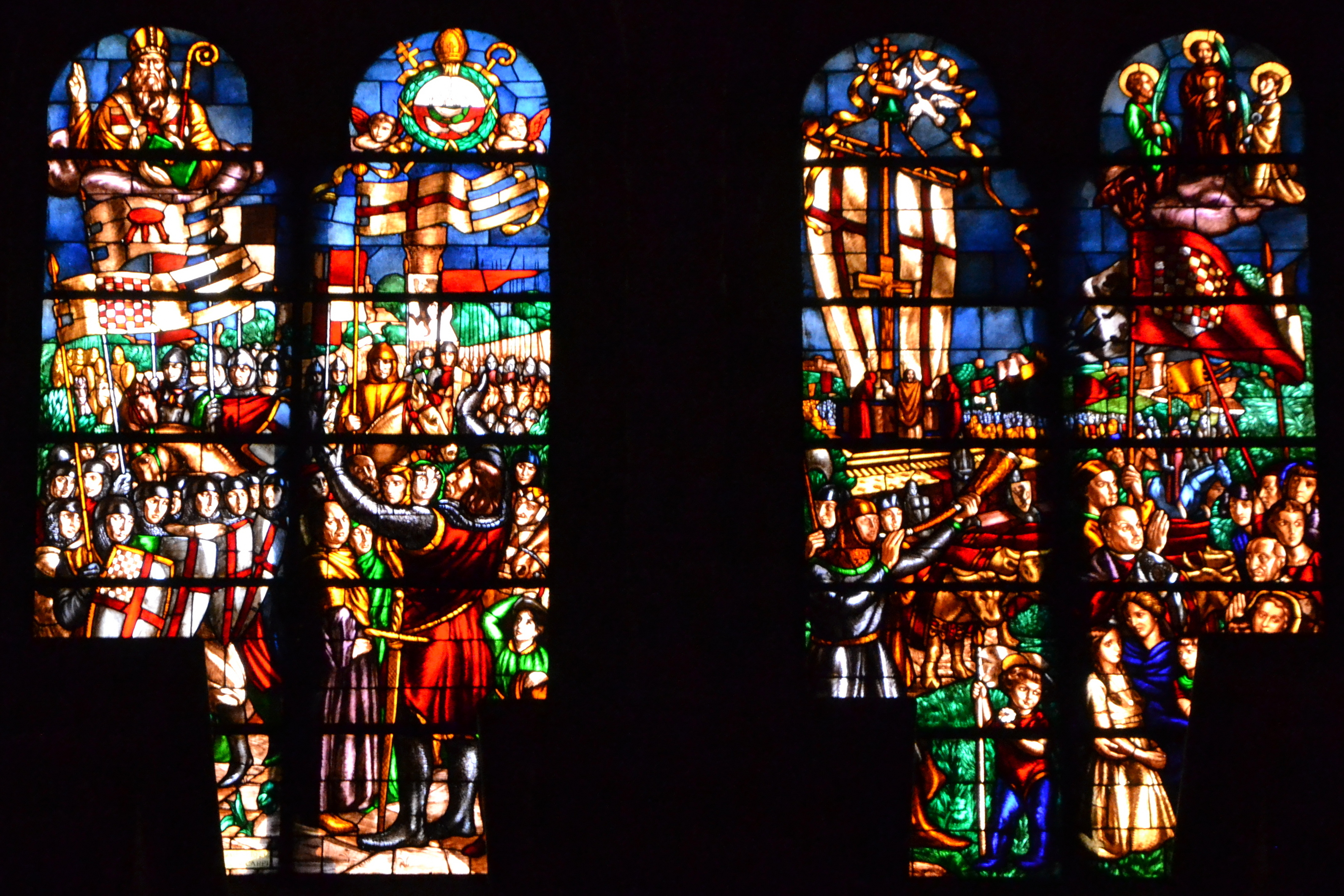
Vetrate con la Storia del Carroccio
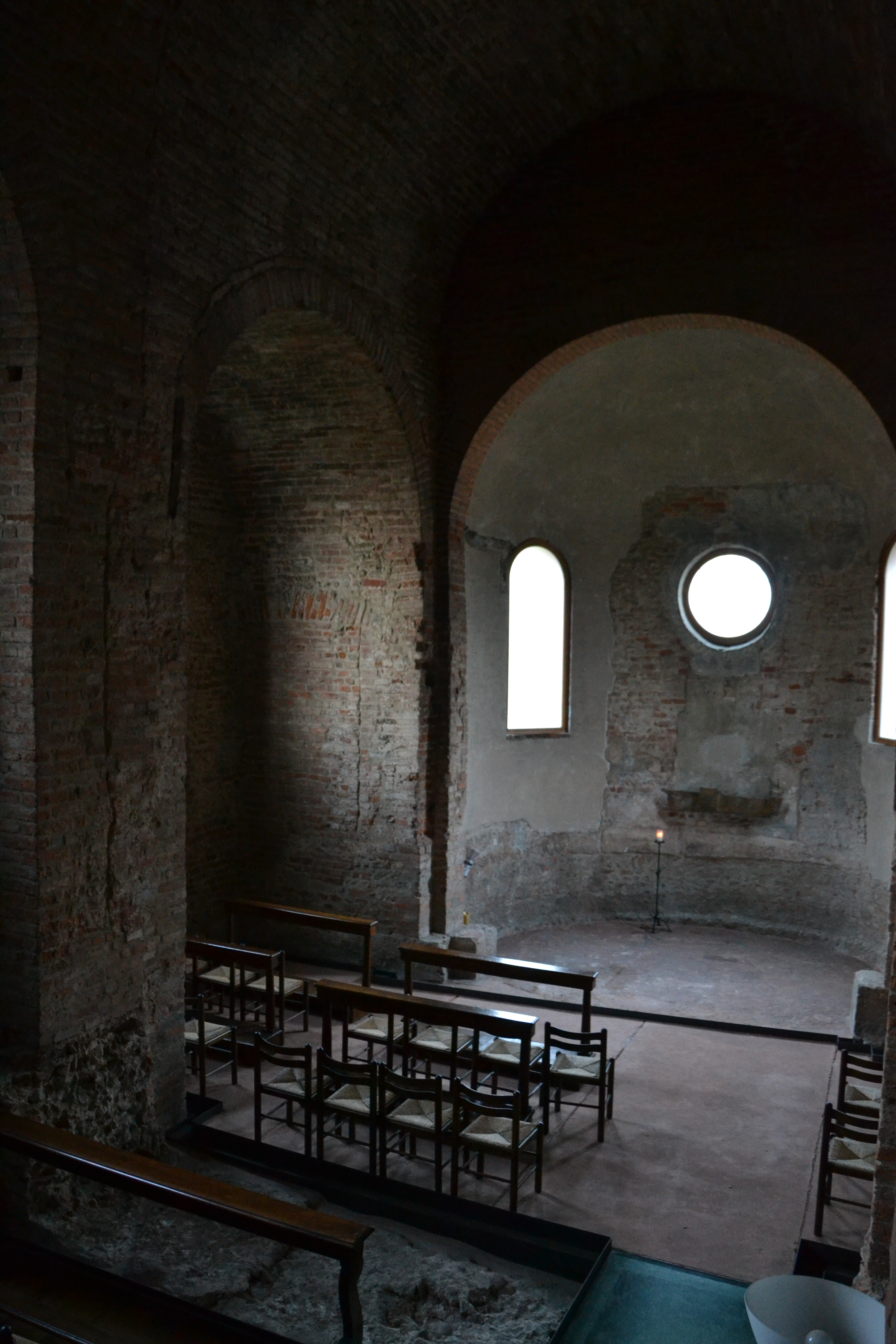
Sacello dei martiri dell'Anaunia
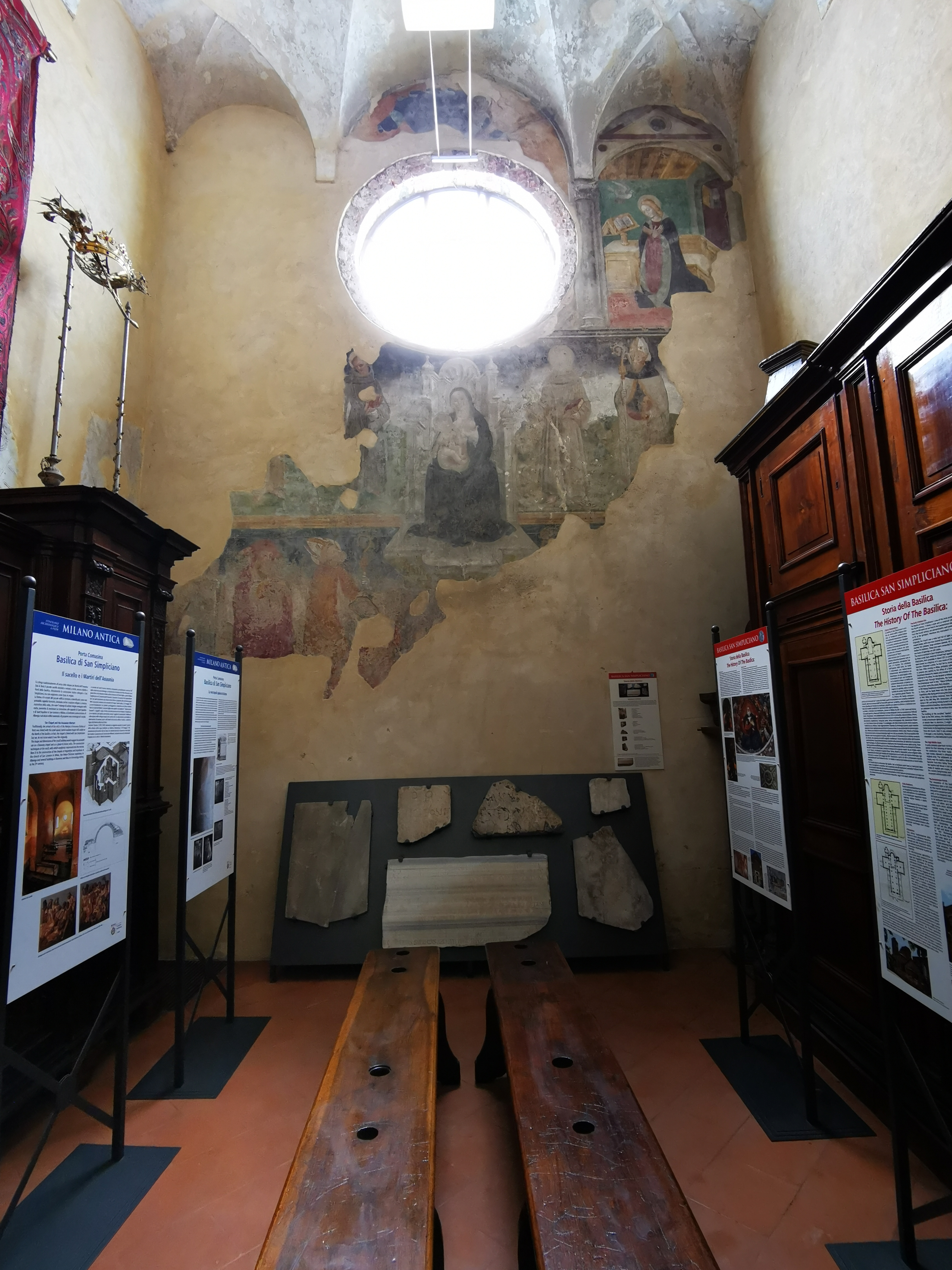
Resti di affresco
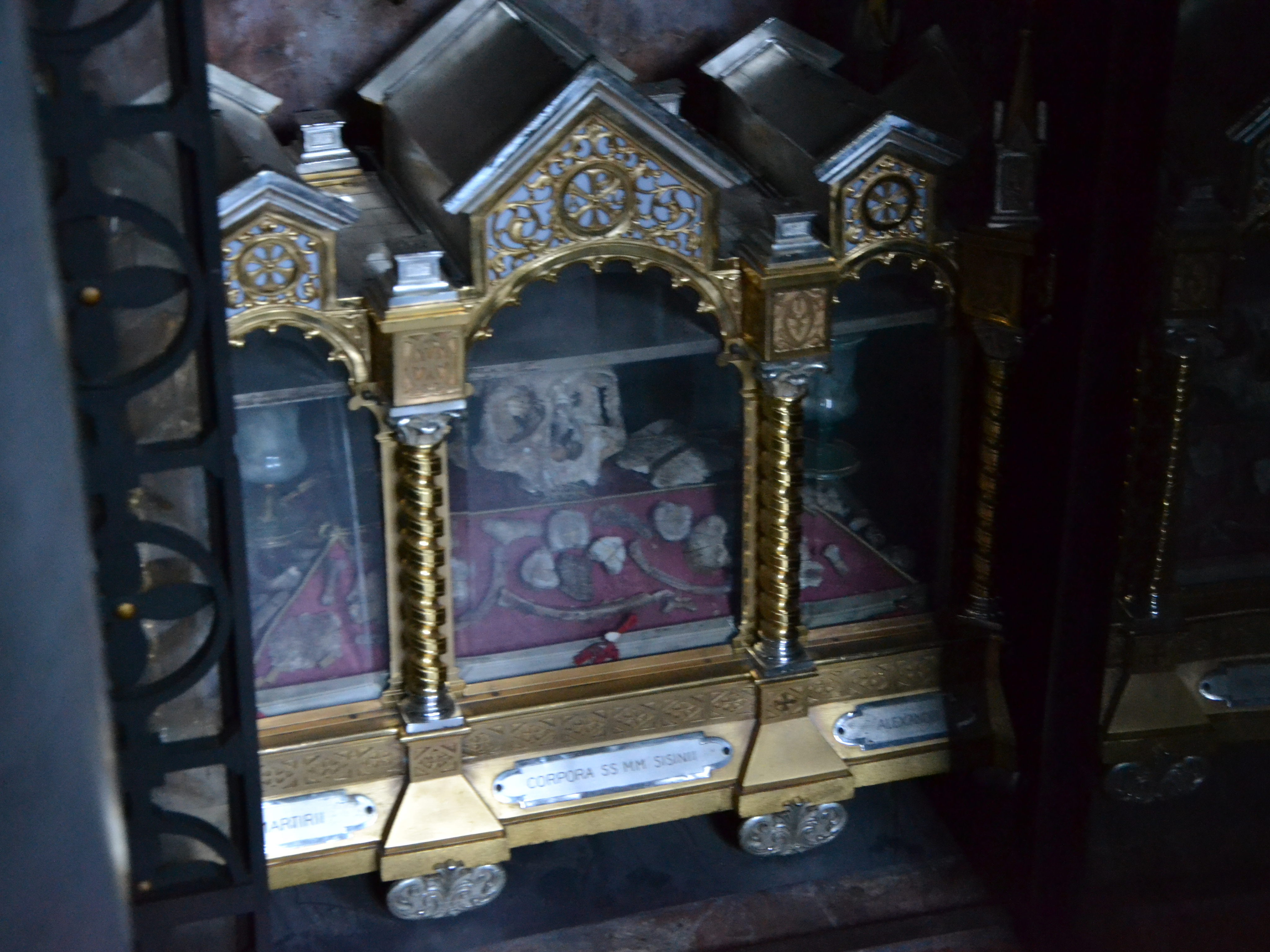
Reliquie dei santi Sisinnio, Martirio e Alessandro